# Mjesstjärnen
Mjesstjärnen är en sjö i Piteå kommun i Norrbotten och ingår i Åbyälvens huvudavrinningsområde. Mjesstjärnen ligger i Åbyälven Natura 2000-område.